# 마켓 가든 작전의 전투 서열
다음은 마켓가든 작전 중 연합군 및 독일군의 전투 서열이다.

## 연합군
연합군 최고사령부의 드와이트 D. 아이젠하워 장군은 작전 전체에 대해 계획 및 실행에 책임을 졌다. 영국의 아서 테더 공군 원수는 대리인이었던 반면, 월터 베델 스미스 소장은 사령부 참모였다.

### 미국 12 집단군
미국의 오마 N. 브래들리 중장 지휘
미국 1 군 (9월 24일 이후) - 코트니 하지스 소장 (미국)
- 미국 29 군단 - 찰스 코렛트 소장 (미국)
  - 미국 2 기갑사단
  - 미국 30 보병사단
  - 미국 7 기갑사단 (9월 27일 이후}
  - 미국 29 보병사단 (9월 27일 이후}
  - 미국 113 기병집단

### 영국 21 집단군
버나드 몽고메리 원수 지휘.
영국 2군 - 마일즈 뎀프시 중장
- 영국 22 군단 - 닐 리치 소장
  - 영국 7 기갑사단 - G.L. 버니 소장
  - 15 스코틀랜드 사단 - C.M 바버 소장
  - 53 웨일즈 사단 - R. K. 로스 소장
  - 79 기갑사단 (일부)
  - 214 보병여단
- 8 군단 - 중장 리처드 오코너경
  - 11 기갑사단 - G. P. B. 로버츠 소장
  - 3 사단 - L. G. 휘슬러 소장
  - 6근위기갑여단- WDC 그리나크레 준장
  - 4 기갑여단 - R.M.P 카버 준장
  - 벨기에 1 여단 - B. 피론 대령
- 30 군단 - 브라이언 호록스 중장
  - 2 왕실 기병 연대
  - 근위 기갑사단 - A. H. S. 어데이어 소장
    - 5 근위 여단 (척탄병/아일랜드 근위)
    - 32 근위 여단 (콜드스트림 근위연대/웨일즈 근위)

  - 43 (웨셋스) 사단 - G.I. 토마스 소장
    - 129 여단
      - 4 서머셋 경보병
      - 4, 5 윌트셔

    - 130 여단
      - 7 햄프셔
      - 4, 5 도세쳐

    - 214 여단
      - 7 서머셋 경보병
      - 1 워스터셔
      - 5 The 콘월 공작l 경보병

    - 기관총 대대 - 8 미들에섹스

  - 50 노덤브리언 사단 - 소장 D. A. H. 그레이엄; 이 부대는 9월 18일에 8군단 소속으로 변경되었다.
    - 69 여단
      - 5 이스트 요크
      - 6, 7 그린 하워드

    - 151 여단
      - 6, 8, 9 콘월 공작l 경보병

    - 231 여단
      - 7 데본셔 연대
      - 1 햄프셔 연대
      - 1 도세쳐 연대

    - 기관총 대대 - 2 Chesires

  - 8 기갑여단 - E. G. 프라이어 파머 준장
  - 네덜란드 차량화 보병 여단  - A. 더 라위터르 판 스테버닝크 (A. de Ruyter van Steveninck) 대령

1 연합공수군 - 루이스 브레어턴 중장 (미국 육군)
- 18 공수 군단 - 매슈 릿지웨이 소장
  - 82 공수사단 - 제임스 가빈 준장
    - 504 공수 보병 연대
    - 505 공수 보병 연대
    - 508 공수 보병 연대
    - 325 글라이더 보병 연대
    - 376 공수 포병 대대
    - 319 글라이더 포병 대대
    - 320 글라이더 포병 대대

  - 미국 101 공수사단 - 맥스웰 테일러 소장
    - 501 공수 보병 연대
    - 502공수 보병 연대
    - 506 공수 보병 연대
    - 327 글라이더 보병 연대
    - 377 공수 포병 대대
    - 321 글라이더 포병 대대
    - 907 글라이더 포병 대대
- 영국 1 공수군단 - 프레드릭 브라우닝 중장. 또한 공수군을 대리 지휘하였다.
  - 1 공수사단 - 로이 어카트 소장
    - 1 공수 여단
      - 1, 2, 3 대대 공수 연대

    - 4 공수 여단
      - 10, 11, 156 대대 공수 연대

    - 1 공중기동 여단
      - 2 사우스 스태포드셔 연대
      - 9 보더 연대
      - 7 왕립 스코틀랜드 국경연대

    - 1 공중양륙경연대, 왕립 포병
    - 글라이더 연대

  - 폴란드 1 독립 공수 여단 - 스타니스와프 소사보프스키 소장
    - 1, 2, 3 공수 보병 대대

  - 52 로우랜드 사단 - 하케웰 스미스 소장
    - 155 여단
      - 7/9 왕립 스코틀랜드
      - 4 왕립 스코틀랜드 연대
      - 6 하이랜드 경보병

    - 156 여단
      - 4/5 왕립 스코트 퓨질리어
      - 6 카메론
      - 1 글래스고 하이랜드 연대

    - 157 여단
      - 5 국왕 직할 스코틀랜드 보더연대
      - 7 카메론
      - 5 하이랜드 경보병

    - 기관총 대대 - 7 맨체스터 대대
    - 79, 80, 186 연대
    - 1 산악연대
    - 54 대전차 연대 왕립포병

추가 항공 전력
- 미국 육군 항공대 9 수송사령부 - 폴 윌리엄스 소장 (미국 육군)
  - 52 Troop Carrier Wing
    - 61, 313, 314, 315, 316, 349 Troop Carrier Groups

  - 53 Troop Carrier Wing
    - 434, 435, 436, 437, 438 Troop Carrier Groups

  - 50 Wing
    - 439, 440, 441, 442 Troop Carrier Groups
- 영국 공군 28 항공단 - L.M. 홀링허스트 원수  (RAF)
  - 195, 299, 570, 620 비행 중대 - 쇼트 스털링 운용
  - 198, 644 비행 중대 - 암스트롱 휘트워스 앨버메를/핼리팩스  운용
- 영국 공군 46 항공단 - A.D. 피더먼트 준장. 9월 15일 L. Dravall 준장으로 교체
  - 48, 233, 271, 512, 575 비행중대
  - 캐나다 공군 437 비행중대

### 항공 전력
영국 2 전술항공군 - 아서 커닝햄 원수
- 영국 공군 83 항공단 - H. 브로드허스트 중장
  - 캐나다 공군 39 정찰비행대
  - 121, 122, 123, 143 비행대 (호커 타이푼 장비)
  - 125 비행대(스피트파이어 장비)
  - 캐나다 공군 126, 127 비행대 (스피트파이어 장비)
- 영국 공군 2 항공단 - B.E. 엠브리 소장
  - 136, 138, 140 비행대 (모스키토 장비)
  - 137, 139 비행대 (B-25 미첼 장비)
- 영국 공군 84 항공단 - E.O. 브라운 소장

영국 공군 전투기 사령부 - 로데릭 힐 원수
영국 공군 폭격기 사령부 - 아서 해리스 대장
영국 공군 해안 사령부 - 숄토 더글러스 대장
미육군 항공대 9 항공대 - 호이트 반덴버그 중장
미육군 항공대 8 항공대 - 제임스 두리틀 중장

## 독일군
독일군 부대의 대부분은 라인강 서쪽에 주둔하던 부대로 게르트 폰 룬트슈테트 원수의 서부전역 사령부(OB West)의 관할에 있었다.

### 네덜란드 주둔 독일군
프리드리히 크리스티안센 비행대장(공군) 지휘
2 SS 기갑군단 - 대장 빌헬름 비트리히; 이 부대는 9월 17일에 B 집단군으로부터 재배치되었다.
- SS전투단 "호엔슈타우펜" - 발터 하르처
- SS전투단 "프른즈베르크" - 하인츠 하르멜 소장
- 헤르만 괴링 사단 훈련 연대 - 프리츠 풀리데 중령
- 폰 테타우 전투단 - 한스 폰 테타우 중장

### B집단군
발터 모델 원수 지휘
15군 - 구스타프 폰 장겐 보병대장
- 68 군단 - 오토 스폰하이머 보병대장
  - 346 보병사단 - 에리히 다이스터 중장
  - 711 고정방어 사단 - 요제프 라이허트 중장
  - 719 해안방어 사단 - 카를 지버스 중장
- 88군단 - 한스 라인하르트 보병대장
  - "췰" 전투단 - 췰 중장
  - 59 보병사단 - 발터 포페 중장
  - 245 보병사단 - 게하르트 케글러 대령
  - 712 고정방어 사단 - 프리드리히 빌헬름 노이만 중장

독일 1 공수군 - 쿠르트 슈튜덴트 공수대장
- 86 군단 - 한스 폰 오브스트펠더 보병대장
  - 176 보병사단 - 크리스티안 란다우 대령
  - "발터" 전투단 - 에리히 발터 소장
  - "호프만" 전투단 - 폰 호프만 대령
  - 6공수 연대 - 프리드리히 프라이헤어 폰 데어 하이테 대령
  - 107 기갑여단 - 프라이어 폰 말트잔 소령
  - 사단 "에르트만" - 볼프강 에르트만 중장
- 2 공수 군단 - 유진 마인들 공수대장
- 7 SS 군단 - 쿠르트 폰 고트버그 중장
  - 180 보병사단 - 베르나르트 클로스터 켐퍼 중장
  - 190 보병사단 - 에른스트 함머 중장
- 363 국민척탄병 사단 - 아우구스투스 데틀링 중장

### 6 군관구
- 펠트 군단 - 쿠르트 펠트 기병대장
- 406 지역방어 사단 - 쉐어베닝 중장

### 서부독일 공군
- 가능한 전투 병력이 없었다.

## 참고 문헌
- 스티븐 배드세이, Arnhem 1944: Operation 'Market Garden. Osprey Publishing, Ltd. 1998. ISBN 1855323028
- 코넬리어스 라이언, 머나먼 다리. Simon and Shuster, 1974. ISBN 0684803305